# Trận Reichenberg
Trận Reichenberg là một hoạt động quân sự nhỏ trong chiến dịch năm 1757 của cuộc Chiến tranh Bảy năm, đã diễn ra vào ngày 21 tháng 4 năm 1757, tại Reichenberg – thành phố đầu tiên của xứ Böhmen thuộc Vương triều Áo, tọa lạc trên sông Neisse. Cuộc giao chiến đã kéo dài trong vòng 11 tiếng đồng hồ, trong đó Quân đoàn thứ ba thuộc quân đội Phổ dưới quyền chỉ huy của Thống chế August Wilhelm, Công tước xứ Brunswick-Bevern đã tấn công vào cánh trái của Quân đoàn thứ ba thuộc quân đội Áo Habsburg dưới quyền chỉ huy của Bá tước Königsegg, và đánh bật quân đội Áo ra khỏi vị trí phòng ngự giữa các con suối và đồi rừng của họ. Trận đánh tại Reichenberg đã gây cho 1.000 binh sĩ Áo bỏ mạng và tàn phế, và tổng thiệt hại của quân Áo lớn hơn đáng kể so với quân Phổ, bất chấp sự thuận lợi của vị trí phòng thủ của người Áo. Chiến thắng ở Reichenberg được xem là một minh chứng cho tài nghệ và lòng dũng cảm của Công tước xứ Bevern – người đã thể hiện khả năng của mình trong trận Lobositz vào năm trước (1756), trong khi các sĩ quan và binh lính Phổ trong trận chiến này cũng được nhìn nhận tích cực. Đồng thời, trận Reichenberg cũng đe dọa đến đường tiếp tế của quân Áo.
Vào ngày 18 tháng 4 năm 1757, vua Phổ Friedrich Đại đế đã bất ngờ phát động cuộc tấn công xứ Böhmen, để kết thúc chiến tranh bằng một chiến dịch duy nhất, hoặc nếu không thì ông chỉ phải đánh nhau với nước Áo của Nữ hoàng Maria Theresia chứ không phải là một liên minh giữa Áo, Pháp, Nga và Thụy Điển. Quân đội Phổ đã triển khai 4 quân đoàn, trong đó Quân đoàn thứ hai do Friedrich Đại đế trực tiếp điều khiển gần Dresden và Quân đoàn thứ ba do Bevern chỉ huy tại Zittau ở Lusatia, đối chọi với 4 quân đoàn của Áo, trong đó Quân đoàn thứ ba do Königsegg chỉ huy ở Reichenberg. Quân đoàn thứ tư của Phổ, được đặt dưới quyền của Thống chế Kurt Christoph Graf von Schwerin ở Schlesien, đã vượt sông Riesengebirge để khởi đầu cuộc tiến công của người Phổ, trong khi Bevern xuất quân vào ngày 20 tháng 4. Rời khỏi Zittau, các lực lượng của Phổ đã giành được những thắng lợi ban đầu, và vào ngày 21 tháng 4, người Phổ với hai đội hình hàng dọc đã tiến qua Habendorf về phía quân Áo gần Reichenberg. Sau khi thiết lập chiến tuyến, lực lượng kỵ binh Phổ đã tiến về hướng kỵ binh Áo. Cả hai cánh quân của Áo bao gồm bộ binh đều phòng ngự trong các công sự và đống cây đổ. Quân Phổ lập tức nã pháo vào kỵ binh Áo, nhưng kỵ binh Áo với địa thế thuận lợi cho mình đã can đảm đón nhận làn đạn của đối phương. Song, Bevern đã ra lệnh cho 15 đội long kỵ binh Phổ tấn công kỵ binh Áo, và đồng thời ngôi làng ở bên trái quân Áo bị các tiểu đoàn của Kablden và Möllendorf công kích, với sự yểm trợ của Trung đoàn Hoàng tử Heinrich. Lính phóng lựu Phổ tiến công rất dữ dội, quét sạch quân Áo ra khỏi đống cây đổ và các công sự của họ.
Trong khi đó, lính long kỵ binh Phổ – vốn đã được bảo vệ từ hai bên sườn nhờ cuộc tấn công của quân bộ binh Phổ – đã đánh tan nát kỵ binh Áo. Nhưng khi truy kích, sườn phải của kỵ binh Phổ hứng chịu đạn pháo từ quân bộ binh Áo vốn đã bị cuộc tấn công của bộ binh Phổ đánh chạy về đống chiến ngại vật thứ hai, gây thiệt hại rất lớn cho long kỵ binh Phổ. Đúng lúc này, khinh kỵ binh Phổ bất ngờ nhập trận và tấn công sườn của quân Áo. Lợi dụng thời cơ, lực lượng long kỵ binh Phổ một lần nữa tấn công, và đánh cho kỵ binh Áo thất bại hoàn toàn. Với thắng lợi của các lực lượng bộ binh và kỵ binh Phổ, quân Áo đã bị bọc sườn. Nhận thấy nguy cơ sau khi kỵ binh Áo bị đập tan, viên chỉ huy của quân Áo cuối cùng đã quyết định triệt thoái ra khỏi các vị trí của mình. Toàn bộ quân lực Áo trở nên hỗn loạn, và bỏ chạy tán loạn (trừ một đội quân không tham chiến trong trận đánh này). Đây có thể được xem là một sự khởi đầu tốt đẹp cho chiến dịch, và Königsegg đã rút về Liebenau để tăng cường phòng vệ nơi này. Sau này, bước tiến của quân Phổ dưới quyền Schwerin đã đe dọa đến hậu quân của viên tướng Áo nói trên, và buộc ông phải rút quân qua sông Elbe về Praha. Vào ngày 28 tháng 4, Bevern và Schwerin đã hội quân tại Münchengrätz. Các lực lượng của Vương công Moritz xứ Anhalt-Dessau và bản thân vua Friedrich cũng tiến quân, và vào ngày 6 tháng 5, quân đội Phổ đã hội đủ ở phía trước cổng thành Praha. Với cái giá rất đắt, Friedrich đã đánh thắng quân Áo trong trận chiến Praha, song vào ngày 18 tháng 6, ông bị đánh cho đại bại tại trận Kolín.